# Mario Vaghi
Mario Vaghi (Cesano Maderno, 23 settembre 1922 – Riccione, 16 agosto 1978) è stato un politico italiano.
È stato sindaco della sua città natale per 14 anni.
Deputato nella V e VI Legislatura, ha ricoperto la carica di segretario della Commissione Difesa.
In occasione del 30º anniversario della sua scomparsa, è stato pubblicato un libro in sua memoria: Mario Vaghi, sindaco di Cesano Maderno e onorevole della Brianza, a cura di Vania Crippa, con prefazione di Giulio Andreotti e contributi, tra gli altri, di Carlo Sangalli, Gianni Mura, Renzo Martinelli e Luigi Losa.